# Governo Rivoluzionario Provvisorio del Vietnam del Sud
La Repubblica del Sud Vietnam (in vietnamita: Cộng hoà Miền Nam Việt Nam) fu costituita ufficialmente l'8 giugno 1969, durante la guerra del Vietnam, come governo clandestino in grado di organizzare una struttura di potere nei territori del Vietnam del Sud liberati dal movimento di resistenza Viet Cong, in opposizione al governo costituito della Repubblica del Vietnam, sostenuto dagli Stati Uniti e presieduto da Nguyễn Văn Thiệu.
Il Governo Rivoluzionario Provvisorio era costituito da delegati provenienti in gran parte dal Fronte di Liberazione Nazionale del Vietnam del Sud, con l'inserimento di personalità provenienti da altri gruppi politici minori.
Il Governo Provvisorio venne riconosciuto come legittimo governo del Vietnam del Sud dalla maggior parte degli stati comunisti, tra cui l'Unione Sovietica e la Cina. Nel 1973 i suoi delegati firmarono, come entità politica indipendente, il trattato di pace di Parigi che stabiliva un'effimera tregua nella guerra del Vietnam. Dopo la disfatta militare completa della Repubblica del Vietnam sostenuta dagli americani a seguito della campagna di Ho Chi Minh e della caduta di Saigon il 30 aprile 1975, divenne il governo provvisorio dell'intero Vietnam del Sud; il 2 luglio 1976 il Governo provvisorio si sciolse e la struttura amministrativa venne inglobata, insieme al Vietnam del Nord, nel nuovo stato riunificato della Repubblica Socialista del Vietnam.
La bandiera adottata dal Governo Provvisorio era la stessa del Fronte di Liberazione Nazionale del Vietnam del Sud.

## Storia
A partire dalla fine del 1960 il Fronte di Liberazione Nazionale del Vietnam del Sud aveva guidato dal punto di vista politico-militare la guerriglia dei Viet Cong contro il regime filo-americano del Vietnam del Sud. In realtà accanto al Fronte, guidato da Nguyễn Hữu Thọ, un politico non comunista, esisteva un quartier generale direttamente dipendente dal Vietnam del Nord, conosciuto dagli americani come COSVN (Central Office for South Vietnam) che dirigeva realmente, sotto la guida a partire dal 1964 del generale Nguyễn Chí Thanh e dal 1967 del generale Hoàng Văn Thái, le operazioni delle Forze armate popolari di liberazione del Vietnam del Sud e prendeva le decisioni politico-strategiche più importanti.

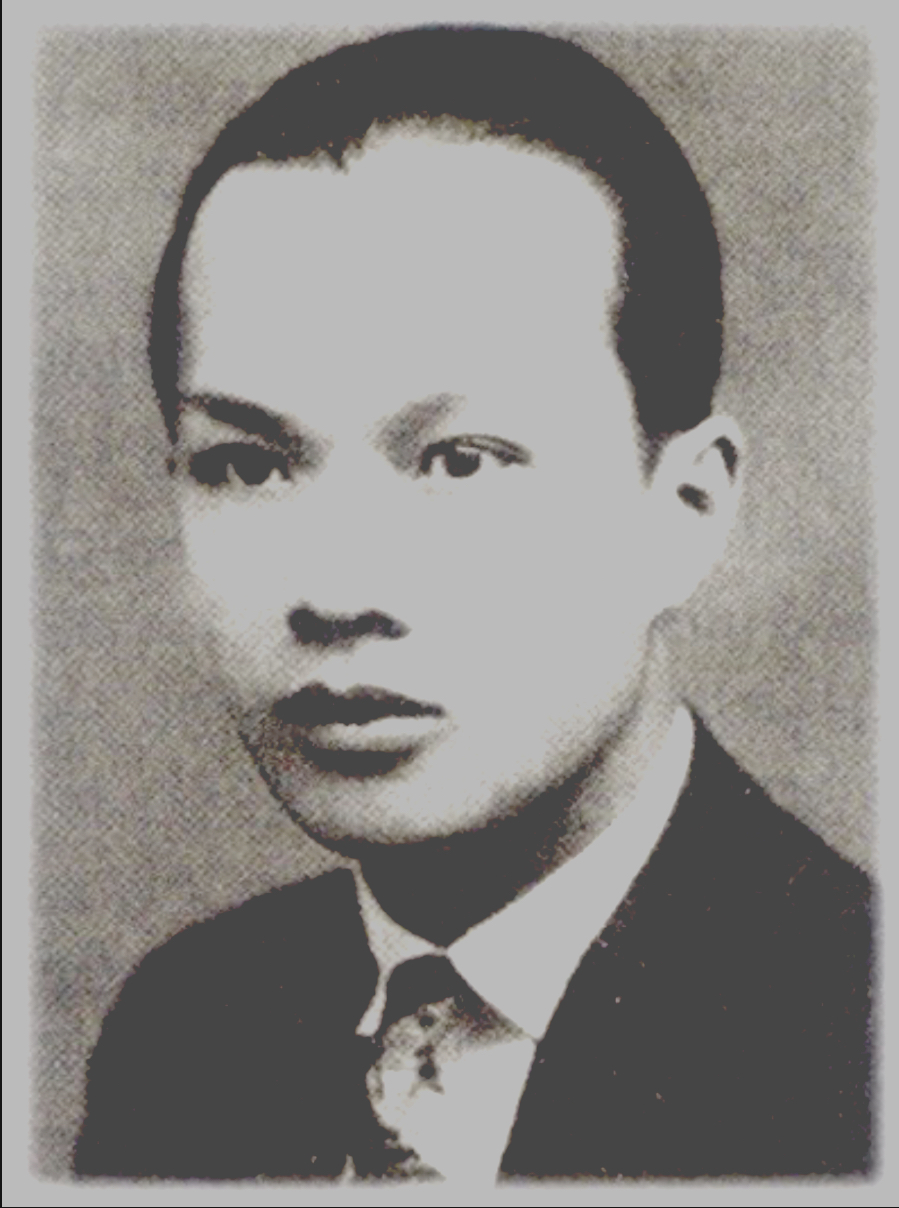
Nguyễn Hữu Thọ, presidente del Fronte di Liberazione Nazionale del Vietnam del Sud, divenne anche il presidente del nuovo Governo Provvisorio.

Nel 1968 la guerra ebbe una svolta con l'offensiva del Têt e l'arresto dell'escalation americana; in queste circostanze favorevoli, i dirigenti del Fronte di Liberazione Nazionale ritennero, con il consenso dei capi politici comunisti del Vietnam del Nord, che fosse opportuno allargare la base politica della resistenza e ridurre almeno esteriormente la predominanza delle componenti politiche di estrema sinistra e rivoluzionarie. Su iniziativa soprattutto di Huỳnh Tấn Phát e Trương Như Tảng, nel maggio 1968 venne costituito nel corso di un congresso di fondazione il nuovo movimento della Alleanza delle forze nazionali, democratiche e della pace, la nuova entità politica che si sarebbe affiancata al Fronte di Liberazione Nazionale. Il presidente dell'Alleanza fu Trịnh Đình Thảo, assertore di istanze patriottiche e pacifiste, mentre altri elementi moderati entrarono a far parte della dirigenza del movimento.
All'inizio del 1969, mentre il nuovo presidente americano Richard Nixon attivava la nuova politica di Vietnamizzazione del conflitto diretta a ridurre l'impegno diretto degli Stati Uniti e potenziare l'efficienza politica e militare del governo del Vietnam del Sud, i dirigenti del Fronte, dell'Alleanza e del Partito dei lavoratori del Vietnam del Nord, decisero di procedere sulla strada della costituzione di reali strutture di governo per assicurare un contro-potere della resistenza al cosiddetto "governo-fantoccio" e un controllo amministrativo reale sui territori liberati a livello regionale e distrettuale.
Dal 6 all'8 giugno 1969 si svolse il congresso fondativo della nuova struttura di governo della resistenza che ricevette il nome di Governo Rivoluzionario Provvisorio del Vietnam del Sud; i lavori si svolsero sul confine tra Cambogia e Vietnam del Sud, lungo la Route 22 nella zona del cosiddetto "amo da pesca". Il congresso si svolse in un'atmosfera di entusiasmo e concordia; il presidente dell'Alleanza Trịnh Đình Thảo tenne il discorso inaugurale, mentre Huỳnh Tấn Phát presentò il terzo giorno dei lavori la lista dei ministri del governo provvisorio. Lo stesso Huỳnh Tấn Phát venne nominato capo del gabinetto, mentre Nguyễn Hữu Thọ rimase il presidente.
Lo scopo principale del Governo Provvisorio era quello di organizzare formali strutture di governo del territorio e dimostrare concretamente di rappresentare realmente la popolazione del sud vietnamita. La costituzione di un governo inoltre avrebbe consentito la partecipazione diretta ai negoziati di pace in corso a Parigi con l'obiettivo di realizzare la riunificazione del paese. La popolare signora Nguyễn Thị Bình divenne il ministro degli Esteri e svolse un importante ruolo di prestigio internazionale divenendo uno dei protagonisti dei negoziati di Parigi.
La struttura di gabinetto svolgeva in pratica le funzioni di un vero governo in esilio che manteneva formali relazioni diplomatiche con numerosi nazioni del movimento dei paesi non allineati, come l'Algeria, e del campo dei paesi comunisti, come l'Unione Sovietica e la Cina.
Mentre nel periodo 1969-1970, i membri del Governo Rivoluzionario Provvisorio rimasero nella sede vicino al confine cambogiano, a partire dal marzo-aprile 1970, furono costretti ad abbandonare la regione del cosiddetto "amo da pesca" e sconfinare in Cambogia a causa della massiccia offensiva delle forze americane e sudvietnamite contro i cosiddetti "santuari" vietcong. L'incursione cambogiana raggiunse alcuni risultati tattici momentanei ma non riuscì a catturare o uccidere né i membri del COSVN né i componenti del gabinetto del Governo Provvisorio che, dopo estenuanti marce a piedi nella giungla, riuscirono a trovare scampo in profondità in Cambogia. Il Governo Provvisorio stabilì la sua nuova sede prima a Kratié e poi sulla riva occidentale del fiume Mekong; inoltre, dopo un incontro a Canton con i capi nordvietnamiti, il presidente del Fronte di Liberazione e i dirigenti del Pathet Lao, il principe cambogiano Sihanouk condannò l'incursione americana e autorizzò ufficialmente il Governo Provvisorio a risiedere ed operare in Cambogia.
Negli anni seguenti il Governo Provvisorio continuò ad operare dalla Cambogia mentre la guerra continuava con alterne vicende e a Parigi si prolungavano le accanite discussioni di pace che vedevano coinvolta a pieno titolo, almeno ufficialmente, anche Nguyễn Thị Bình, il ministro degli esteri del gabinetto diretto da Huỳnh Tấn Phát. Gli accordi di pace di Parigi furono conclusi nel gennaio 1973 e furono firmati in rappresentanza del Governo Provvisorio dalla signora Bình; questi accordi non prevedevano la formazione di un governo di coalizione che comprendesse gli esponenti della resistenza ma consentiva alle forze vietcong e nordvietnamite di rimanere sul territorio sudvietnamita mentre gli americani avrebbero dovuto ritirare completamente in tempi brevi le loro forze militari. Dopo la conclusione degli accordi di Parigi, il Governo provvisorio poté rientrare in Vietnam e dopo un difficile viaggio nella giungla i membri del gabinetto e il quartier generale del COSVN si stabilirono in due piccoli villaggi all'incrocio delle strade Route 7 e Route 22 a pochi chilometri dalla provincia di Tay Ninh.
Nella primavera 1975 il Governo Rivoluzionario Provvisorio formalmente partecipò accanto alla dirigenza politico-militare nord-vietnamita alle operazioni offensive dell'Esercito popolare e dei Viet Cong che provocarono il rapido crollo del governo del Vietnam del Sud; dopo la caduta di Saigon il 30 aprile 1975 finalmente la guerra del Vietnam ebbe fine con la vittoria totale del Vietnam del Nord e del Governo Provvisorio, emanazione del Fronte di Liberazione e dell'Alleanza delle forze democratiche, nazionali e per la pace.
Il Governo Provvisorio quindi ufficialmente prese il potere nel Vietnam del Sud ma gli sviluppi politici successivi alla vittoria furono rapidi e insoddisfacenti per una parte della dirigenza del movimento di resistenza. I dirigenti comunisti del Vietnam del Nord procedettero rapidamente all'unificazione e all'assimilazione di ogni componente politica della resistenza all'interno del partito comunista dominante che assunse in pratica tutto il potere, emarginando le correnti politiche non allineate. Nel novembre 1975 si tenne a Saigon, ribattezzata "Città di Ho Chi Minh", una prima conferenza consultiva dominata dai rappresentanti comunisti del Nord e del Sud che deliberò di procedere con la massima celerità alla riunificazione e alla trasformazione socialista di tutto il paese. In aprile 1976 si tennero elezioni generali che elessero i delegati all'Assemblea nazionale; il sud inviò 243 rappresentanti scelti tra membri del Fronte di Liberazione Nazionale e l'Alleanza per la democrazia, ma i principali capi del Governo Provvisorio, Huỳnh Tấn Phát e Nguyễn Hữu Thọ erano ormai allineati sulle posizioni dei comunisti nordvietnamiti. L'Assemblea generale decretò il 24 giugno 1976 la riunificazione del Vietnam con la conseguente scomparsa il 2 luglio 1976 del Governo Rivoluzionario Provvisorio, i cui componenti più prestigiosi entrarono a far parte, con ruolo secondari, del nuovo governo del Vietnam socialista riunificato.

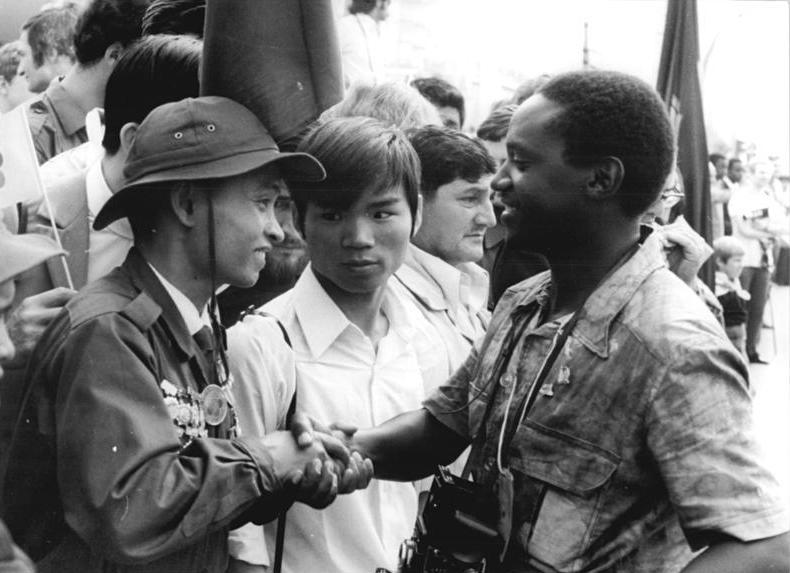

## Membri del Governo Rivoluzionario Provvisorio[19]
| Incarico                                                                          | Nome                                                      | Inizio mandato | Fine mandato   | Partito di appartenenza                                                       |
| --------------------------------------------------------------------------------- | --------------------------------------------------------- | -------------- | -------------- | ----------------------------------------------------------------------------- |
| Capo del Consiglio consultivo (Presidente)                                        | Nguyễn Hữu Thọ                                            | 6 giugno 1969  | 25 aprile 1976 | Partito Rivoluzionario Popolare del Vietnam e Partito Democratico del Vietnam |
| Capo del Governo (Primo ministro)                                                 | Huỳnh Tấn Phát                                            | 8 giugno 1969  | 2 luglio 1976  | Partito Rivoluzionario Popolare del Vietnam e Partito Democratico del Vietnam |
| Vice primo ministro                                                               | Phung Van Cung                                            | 8 giugno 1969  | 1976           | Partito Democratico del Vietnam                                               |
| Vice primo ministro                                                               | Nguyễn Văn Kiệt                                           | 8 giugno 1969  | 1976           |                                                                               |
| Vice primo ministro                                                               | Nguyen Doa                                                | 8 giugno 1969  | 1976           |                                                                               |
| Ministro addetto alla presidenza del governo                                      | Tran Buu Kiem                                             | 8 giugno 1969  | 1976           | Partito Rivoluzionario Popolare del Vietnam e Partito Democratico del Vietnam |
| Ministro della Difesa                                                             | Trần Nam Trung                                            | 8 giugno 1969  | 1976           | Partito Rivoluzionario Popolare del Vietnam e Partito Democratico del Vietnam |
| Ministro degli Affari Esteri                                                      | Nguyễn Thị Bình                                           | 8 giugno 1969  | 1976           | Partito Rivoluzionario Popolare del Vietnam e Partito Democratico del Vietnam |
| Ministro degli Interni                                                            | Phung Van Cung                                            | 8 giugno 1969  | 1976           |                                                                               |
| Ministro della Giustizia                                                          | Trương Như Tảng                                           | 8 giugno 1969  | 1976           |                                                                               |
| Ministro dell'Economia e delle Finanze                                            | Cao Van Bon Duong Ky Hiep (facente funzione fino al 1975) | 8 giugno 1969  | deceduto 1971  |                                                                               |
| Ministro dell'Informazione e della Cultura                                        | Lưu Hữu Phước                                             | 8 giugno 1969  | 1976           |                                                                               |
| Ministro dell'Educazione e della Gioventù                                         | Nguyễn Văn Kiệt                                           | 8 giugno 1969  | 1976           |                                                                               |
| Ministro della Salute, per le attività sociali e per i soldati disabili di guerra | Dương Quỳnh Hoa                                           | 8 giugno 1969  | 1976           | Partito Rivoluzionario Popolare del Vietnam e Partito Democratico del Vietnam |